# Janusz Dyl
Janusz Dyl (ur. 8 września 1954 w Pszczółkach k. Gdańska, zm. 20 lutego 2005 w Lublinie) – ksiądz pallotyn, dr hab. teologii (specjalizacja: historia teologii), wykładowca w Wyższym Seminarium Duchownym w Ołtarzewie oraz na KUL w Lublinie.

## Życie
Święcenia kapłańskie przyjął 2 maja 1981 w Ołtarzewie z rąk kard. Franciszka Macharskiego. Doktorem teologii na KUL został w 1986, habilitował się w 2002.
Był cenionym wykładowcą i pedagogiem studiującej młodzieży. Lubiany za specyficzne poczucie humoru, bezpośredniość i autoironię, a przy tym za swą wrażliwość i dobroć, szanowany zaś za dorobek naukowy.
Ks. Dyl zmarł nagle. Został pochowany 23 lutego 2005 na cmentarzu przy ul. Lipowej w Lublinie. Żegnały go setki studentów, profesorów i współbraci.
10 maja 2005 ks. Janusz Dyl został pośmiertnie wyróżniony przez studentów I roku teologii KUL tytułem Pedagoga roku w kategorii wykładowca. Nagrodę odebrał w jego imieniu współbrat pallotyn ks. Sławomir Pawłowski.

## Praca naukowa i dydaktyczna
Od 1985 wykładał historię Kościoła w pallotyńskim Wyższym Seminarium Duchownym w Ołtarzewie.
20 grudnia 2002 ks. dr hab. Janusz Dyl otrzymał kierownictwo katedry Dziejów Teologii na KUL. Został odpowiedzialny za dział Dzieje Teologii w Encyklopedii Katolickiej. Podjął też wykłady z historii Kościoła w Wyższym Seminarium Duchownym księży Marianów w Lublinie oraz zajęcia zlecone w Instytucie Teologii Apostolstwa Uniwersytetu im. Kardynała Stefana Wyszyńskiego w Warszawie.
Należał do Międzynarodowej Komisji Historyków Pallotyńskich, Instytutu Pallottiego oraz do Lubelskiego Towarzystwa Naukowego Polskiej Akademii Nauk, a także Towarzystwa Naukowego Katolickiego Uniwersytetu Lubelskiego.

## Zainteresowania naukowe
- polskie drukarstwo teologiczne XV–XVIII w.
- szkolnictwo teologiczne w Polsce
- historia pallotynów w Polsce i na świecie

## Ważniejsze publikacje
- Książki patrystyczne wydrukowane w oficynach polskich do połowy XVI wieku, Lublin 1986.
- Sobory powszechne w drugim tysiącleciu chrześcijaństwa, Tarnów 1997. ISBN 83-85380-86-8
- Katolicki kościół V. Dzieje teologii [współautor Paweł Janowski], w: Encyklopedia Katolicka, Lublin 2000, t. VIII, kol. 1157-1163.
- Pallotyni w Polsce w latach 1907-1947, Lublin 2001. ISBN 83-228-0833-X

Ponadto jest autorem artykułów w prasie specjalistycznej (np. „Communio”, „Vox Patrum”), haseł w Encyklopedii Katolickiej (wyd. Towarzystwo Naukowe Katolickiego Uniwersytetu Lubelskiego), oraz biogramów wszystkich polskich pallotynów zmarłych przed 2004.